# Гаджиев, Мурад Хабибович
Мурад Хабибович Гаджиев (19 июня 1974, Махачкала, Дагестанская АССР, РСФСР, СССР) — российский политик и театральный деятель, Статс-секретарь-заместитель министра культуры Республики Дагестан. Директор Аварского музыкально-драматического театра имени Гамзата Цадасы (2009 — 2013).

## Биография
В 1996 году окончил Дагестанский государственный технический университет, по специальности: экономист-менеджер. Является кандидатом экономических наук (1996). Его отец: Хабиб Гаджиев на протяжении 27 лет руководил аварским театром. 20 ноября 2018 года в конференц-зале Национальной библиотеки Дагестана ему были вручены именные часы Главы Республики Дагестан.

## Трудовая деятельность
- 1996-2006 — главный специалист Министерства культуры Республики Дагестан;
- 2006-2009 — главный специалист-эксперт планово-экономического отдела Министерства культуры и туризма Республики Дагестан;
- 2009 — главный специалист-эксперт планово-экономического отдела Министерства культуры Республики Дагестан;
- 2009-2013 — директор ГБУ «Аварский музыкально-драматический театр имени Гамзата Цадасы»;
- 2013-н.в. — заместитель министра культуры Республики Дагестан.

## Награды
- Медаль Расула Гамзатова (1 декабря 2023 года) — за достигнутые трудовые успехи, вклад в изучение и сохранение культурного и исторического наследия, развитие и укрепление культурных связей[3]
- Заслуженный работник культуры Республики Дагестан.